# Begoña Aramendía
María Begoña Aramendía Rodríguez de Austria (Sidi Ifni, Ifni, 1 de octubre de 1965) es una militar española, segunda mujer general de las Fuerzas Armadas españolas. 

## Biografía
Nació en Sidi Ifni (capital de Ifni, protectorado español de Marruecos, actualmente Marruecos). Su padre era coronel de infantería. Su familia se trasladó desde África hasta Zaragoza, donde vivió desde los 4 a los 22 años. Es hija, nieta y bisnieta de militares.

### Trayectoria profesional
Licenciada en Derecho por la Universidad de Zaragoza en 1988. Diplomada en Derecho Penal Militar. Entre otros cursos destacan el de Defensa Nacional, los de Alta Gestión de Recursos Humanos y Recurso Financiero, el de Derechos Humanos y FAS y el de Asesor de Género en Operaciones.
Fue la primera mujer en acceder a la oposición del Cuerpo Jurídico Militar, ingresando en él en 1989, siendo la primera promoción que admitió la entrada de mujeres.  En 1990 recibió el empleo de teniente. Ocupado destinos de asesoría jurídica en la Armada. Ha sido Profesora de derecho, y fiscal en la Sala de lo Militar del Tribunal Supremo durante doce años.
También ha estado destinada en el extranjero, sirviendo en las misiones de Kosovo (2000), Afganistán (2003), Bosnia y Herzegovina (2006) y Líbano (2008).
Desde 2008 ha ocupado distintos cargos en el órgano central del Ministerio de Defensa, como directora de la División del Servicio de Apoyo al Personal, y otros. En 2019 fue nombrada vicesecretaria general técnica del Ministerio de Defensa. En el año 2021 fue ascendida a general de brigada, siendo la segunda mujer de las Fuerzas Amadas en conseguirlo, la primera fue Patricia Ortega.
En marzo de 2025 fue nombrada general consejero togado (general de división) y, por ende, presidenta del Tribunal Militar Central.

## Premios y reconocimientos
- Cruz, Encomienda y Placa de la Orden de San Hermenegildo.[15]
- Cruz al Servicio de la Política Europea de Seguridad y Defensa.[4][15]
- Premio Soldado Idoia Rodríguez, en  2008.[16]
- Título de Legionaria de Honor, en 2010.[17]
- Representante de España en el Comité sobre la mujer en las Fuerzas Armadas de la OTAN en 1991, 1996 y 1997.[16]